# Gebirgskorps Norwegen
Gebirgskorps Norwegen (Bjergkorps "Norge") var et tysk armekorps under 2. Verdenskrig. Det kom til indsats i Norge, Finland og Sovjetunionen.
Korpset blev opstillet i juli 1940 og blev senere overført til det nordlige Norge som en del af AOK Norwegen. Dets første indsats var i Operation Renntier, besættelsen af det finske Petsamo. I juni 1941 angreb korpset fra Petsamo mod Murmansk i en operation som havde kodenavnet Operation Platinfuchs. Angrebet mislykkedes, og korpset nåede aldrig frem til målet.
I november 1942 blev korpset omdøbt til XIX Gebirgskorps eller XIX Bjergkorps.
I 1944 måtte korpset endelig trække sig tilbage til Norge, hvor det overgav sig i maj 1945. Fra november 1944 og fremad blev korpset til tider omtalt som Armeeabteilung Narvik.

## Kommandører
- Generaloberst Eduard Dietl (14. juni 1940 – 15. januar 1942)
- Feltmarskal Ferdinand Schörner (15. januar 1942 – 1. oktober 1943)
- General Georg Ritter von Hengl (1. oktober 1943 – 15. maj 1944)
- General Ferdinand Jodl (15. maj 1944 – 8. maj 1945)

## Indsatsområde
| Dato                                | Område         | Underordnet  | Operationer           |
| ----------------------------------- | -------------- | ------------ | --------------------- |
| 1. juli 1940 - 19. december 1940    | Norge          | Gruppe XXI   | Operation Weserübung  |
| 19. december 1940 - 14. januar 1942 | Finland        | AOK Norwegen | Operation Platinfuchs |
| 14. januar 1942 - 22. juni 1942     | Finland        | AOK Lappland | -                     |
| 22. juni 1942 - 24. april 1945      | Finland, Norge | GebAOK 20    | Operation Nordlicht   |

## Organisation
- 2.Gebirgs-Division
- 3.Gebirgs-Division (indtil september 1941)
- 210. Kystforsvarsdivision (1943 – oktober 1944)
- Rossi divisionen
- Finske P styrke
- Finske 14. infanteriregiment (2 bataljoner)